# Liste der Bodendenkmäler in Rattelsdorf
Auf dieser Seite sind die Bodendenkmäler in dem oberfränkischen Markt Rattelsdorf zusammengestellt. Diese Tabelle ist eine Teilliste der Liste der Bodendenkmäler in Bayern. Grundlage ist die Bayerische Denkmalliste, die auf Basis des Bayerischen Denkmalschutzgesetzes vom 1. Oktober 1973 erstmals erstellt wurde und seither durch das Bayerische Landesamt für Denkmalpflege geführt wird. Die folgenden Angaben ersetzen nicht die rechtsverbindliche Auskunft der Denkmalschutzbehörde.

## Bodendenkmäler in Rattelsdorf

### Gemarkung Busendorf
| Lage                 | Objekt                                                                            | Akten-Nr.     | Bild |
| -------------------- | --------------------------------------------------------------------------------- | ------------- | ---- |
| Busendorf (Standort) | Karolingisch-ottonisches Reihengräberfeld.                                        | D-4-5931-0032 |      |
| Busendorf (Standort) | Freilandstation des Mesolithikums.                                                | D-4-5931-0033 |      |
| Busendorf (Standort) | Siedlung des Neolithikums und Siedlung der Vorgeschichte.                         | D-4-5931-0109 |      |
| Busendorf (Standort) | Archäologische Befunde im Bereich der frühneuzeitlichen Wegkapelle in Busendorf.  | D-4-5931-0150 |      |
| Busendorf (Standort) | Archäologische Befunde im Bereich der spätneuzeitlichen Wegkapelle in Poppendorf. | D-4-5931-0152 |      |

### Gemarkung Daschendorfer Forst
| Lage                           | Objekt                                                                                 | Akten-Nr.     | Bild |
| ------------------------------ | -------------------------------------------------------------------------------------- | ------------- | ---- |
| Daschendorfer Forst (Standort) | Bestattungsplatz mit Grabhügel vorgeschichtlicher Zeitstellung.                        | D-4-5931-0040 |      |
| Daschendorfer Forst (Standort) | Bestattungsplatz mit Grabhügel vorgeschichtlicher Zeitstellung.                        | D-4-5931-0044 |      |
| Daschendorfer Forst (Standort) | Bestattungsplatz mit weitgehend verebneten Grabhügeln vorgeschichtlicher Zeitstellung. | D-4-5931-0045 |      |
| Daschendorfer Forst (Standort) | Bestattungsplatz mit Grabhügeln vorgeschichtlicher Zeitstellung.                       | D-4-5931-0046 |      |
| Daschendorfer Forst (Standort) | Burgstall des Mittelalters.                                                            | D-4-5931-0050 |      |

### Gemarkung Ebing
| Lage             | Objekt | Akten-Nr.     | Bild |
| ---------------- | --- | ------------- | ---- |
| Ebing (Standort) | Freilandstation des Mesolithikums und vermutlich der Linearbandkeramik, ferner Siedlung der Spätlatènezeit und der Kaiserzeit.                                                                  | D-4-5931-0060 |      |
| Ebing (Standort) | Archäologische Befunde im Bereich der mittelalterlichen und frühneuzeitlichen Katholischen Pfarrkirche St. Jakobus von Ebing mit ummauertem Kirchhof sowie im Bereich der vorangegangenen Burg. | D-4-5931-0154 |      |
| Ebing (Standort) | Archäologische Befunde im Bereich der frühneuzeitlichen Feldkapelle bei Ebing. | D-4-5931-0155 |      |

### Gemarkung Höfen b.Rattelsdorf
| Lage                           | Objekt                                            | Akten-Nr.     | Bild |
| ------------------------------ | ------------------------------------------------- | ------------- | ---- |
| Höfen b.Rattelsdorf (Standort) | Wüstung des Mittelalters oder der frühen Neuzeit. | D-4-5931-0053 |      |

### Gemarkung Medlitz
| Lage               | Objekt | Akten-Nr.     | Bild |
| ------------------ | --- | ------------- | ---- |
| Medlitz (Standort) | Archäologische Befunde im Bereich der modernen Katholischen Kuratiekirche Mariae Himmelfahrt von Medlitz mit frühneuzeitlichem Vorgängerbau. | D-4-5931-0159 |      |
| Medlitz (Standort) | Archäologische Befunde im Bereich der frühneuzeitlichen Feldkapelle bei Medlitz.                                                             | D-4-5931-0160 |      |

### Gemarkung Mürsbach
| Lage                | Objekt | Akten-Nr.     | Bild |
| ------------------- | --- | ------------- | ---- |
| Mürsbach (Standort) | Station des Altpaläolithikums und mittelalterlicher Turmhügel. | D-4-5931-0034 |      |
| Mürsbach (Standort) | Urnenfelderzeitliches Gräberfeld. | D-4-5931-0035 |      |
| Mürsbach (Standort) | Siedlung des Neolithikums und Siedlung der Linearbandkeramik. | D-4-5931-0037 |      |
| Mürsbach (Standort) | Siedlung vor- und frühgeschichtlicher Zeitstellung. | D-4-5931-0094 |      |
| Mürsbach (Standort) | Archäologische Befunde im Bereich der spätmittelalterlichen und frühneuzeitlichen Katholischen Pfarrkirche St. Sebastian von Mürsbach mit ehemals befestigtem Kirchhof. | D-4-5931-0165 |      |
| Mürsbach (Standort) | Archäologische Befunde im Bereich der frühneuzeitlichen Katholischen Kapelle Hl. Dreifaltigkeit in Mürsbach.                                                            | D-4-5931-0167 |      |

### Gemarkung Rattelsdorf
| Lage                   | Objekt | Akten-Nr.     | Bild |
| ---------------------- | --- | ------------- | ---- |
| Rattelsdorf (Standort) | Bestattungsplatz der mittleren Bronzezeit. | D-4-5931-0055 |      |
| Rattelsdorf (Standort) | Wüstung des Mittelalters oder der frühen Neuzeit. | D-4-5931-0056 |      |
| Rattelsdorf (Standort) | Siedlung des Neolithikums, Wüstung des Frühmittelalters und des Hochmittelalters sowie vermutlich Freilandstation des Mesolithikums. | D-4-5931-0057 |      |
| Rattelsdorf (Standort) | Siedlung des Neolithikums, vorgeschichtliches Grabenwerk sowie vermutlich Wüstung des Früh- und des Hochmittelalters. | D-4-5931-0058 |      |
| Rattelsdorf (Standort) | Karolingisch-ottonischer Friedhof. | D-4-5931-0059 |      |
| Rattelsdorf (Standort) | Wüstung des Mittelalters oder der frühen Neuzeit. | D-4-5931-0092 |      |
| Rattelsdorf (Standort) | Siedlung des Neolithikums. | D-4-5931-0104 |      |
| Rattelsdorf (Standort) | Siedlung der jüngeren Latènezeit sowie Wüstung des späten Mittelalters. | D-4-5931-0130 |      |
| Rattelsdorf (Standort) | Archäologische Befunde im Bereich des ehemaligen mittelalterlichen und frühneuzeitlichen befestigten Klosterhofes in Rattelsdorf mit mittelalterlicher Burg als Vorgängerbebauung sowie untertägige Bauteile des hohen und späten Mittelalters der Katholischen Pfarrkirche St. Peter und Paul von Rattelsdorf. | D-4-5931-0147 |      |